# Prix de Tonnac-Villeneuve
Le Prix de Tonnac-Villeneuve est une course hippique de trot attelé se déroulant au mois d'avril sur l'hippodrome d'Enghien.
C'est une course de Groupe II réservée aux chevaux de 4 ans, hongres exclus, ayant gagné au moins 25 000 €. Jusqu'en 2021, la course se déroulait durant le meeting d'hiver de l'hippodrome de Vincennes. Elle se court sur la distance de 2 875 mètres, départ volté. L'allocation s'élève à 120 000 €, dont 54 000 € pour le vainqueur.
Créé en janvier 1948, le Prix de Tonnac-Villeneuve prend alors dans le calendrier la place du Prix de Brest, aux conditions similaires,. Il honore la mémoire du vicomte de Tonnac-Villeneuve (1865-1942), directeur général des Haras nationaux de 1922 à 1930, membre du comité de la Société du demi-sang, commandeur de la Légion d'honneur,.

## Palmarès depuis 1964
| Année | Vainqueur             | Père               | Driver                       | Entraîneur              | Distance | Réd.km |
| ----- | --------------------- | ------------------ | ---------------------------- | ----------------------- | -------- | ------ |
| 2025  | Learn to Fly          | Uriel Speed        | Éric Raffin                  | Frédéric Senet          | 2 875 m  | 1'13"5 |
| 2024  | Koctel du Dain        | Boccador de Simm   | David Thomain                | Philippe Allaire        | 2 875 m  | 1'13"9 |
| 2023  | Just a Gigolo         | Boccador de Simm   | Franck Nivard                | Philippe Allaire        | 2 875 m  | 1'15"  |
| 2022  | Idao de Tillard       | Sévérino           | Clément Duvaldestin          | Thierry Duvaldestin     | 2 875 m  | 1'12"5 |
| 2021  | Hohneck               | Royal Dream        | Franck Nivard                | Philippe Allaire        | 2 700 m  | 1'13"4 |
| 2020  | Green Grass           | Bold Eagle         | Mathieu Mottier              | Sébastien Guarato       | 2 700 m  | 1'14"1 |
| 2019  | Falcao de Laurma      | Uniclove           | Anthony Barrier              | Thierry Duvaldestin     | 2 175 m  | 1'12"1 |
| 2018  | Erminig d'Oliverie    | Scipion du Goutier | Franck Nivard                | Franck Leblanc          | 2 175 m  | 1'13"4 |
| 2017  | Doberman              | Prodigious         | Franck Nivard                | Franck Nivard           | 2 175 m  | 1'12"1 |
| 2016  | Cahal des Rioults     | Password           | Jean-Philippe Monclin        | Philippe Allaire        | 2 175 m  | 1'13"5 |
| 2015  | Billie de Montfort    | Jasmin de Flore    | Éric Raffin                  | Sébastien Guarato       | 2 175 m  | 1'12"9 |
| 2014  | Akim du Cap Vert      | First de Retz      | Franck Anne                  | Franck Anne             | 2 175 m  | 1'13"  |
| 2013  | Village Mystic        | Love You           | Louis Baudron                | Louis Baudron           | 2 175 m  | 1'12"2 |
| 2012  | Unique Quick          | Prince d'Espace    | Franck Leblanc               | Franck Leblanc          | 2 175 m  | 1'12"7 |
| 2011  | The Best Madrik       | Coktail Jet        | Jean-Étienne Dubois          | Jean-Étienne Dubois     | 2 175 m  | 1'13"8 |
| 2010  | Saxo de Vandel        | Coktail Jet        | Éric Raffin                  | Thierry Duvaldestin     | 2 175 m  | 1'15"9 |
| 2009  | Ready Cash            | Indy de Vive       | Bernard Piton                | Philippe Allaire        | 2 175 m  | 1'12"5 |
| 2008  | Qualmio de Vandel     | Gobernador         | Franck Nivard                | Thierry Duvaldestin     | 2 175 m  | 1'14"3 |
| 2007  | Prince d'Espace       | Himo Josselyn      | Jean-Michel Bazire           | Sébastien Guarato       | 2 175 m  | 1'11"7 |
| 2006  | Orlando Vici          | Quadrophenio       | Jean-Michel Bazire           | Fabrice Souloy          | 2 175 m  | 1'14"3 |
| 2005  | Nikita du Rib         | Hulk des Champs    | Jean-Loïc-Claude Dersoir     | Joël Hallais            | 2 175 m  | 1'14"  |
| 2004  | Meaulnes du Corta     | Voici du Niel      | Jean-Michel Bazire           | Laurent-Claude Abrivard | 2 175 m  | 1'13"9 |
| 2003  | Ludo de Castelle      | Cygnus d'Odyssée   | Jean-Michel Bazire           | Jean-Luc Bigeon         | 2 175 m  | 1'17"5 |
| 2002  | Kaizer Soze           | And Arifant        | Joël Hallais                 | Joël Hallais            | 2 175 m  | 1'14"5 |
| 2001  | Jalencia              | Cezio Josselyn     | Christophe Martens           | Alphonse Vanberghen     | 2 175 m  | 1'14"4 |
| 2000  | Install               | Buvetier d'Aunou   | Fabrice Souloy               | Fabrice Souloy          | 2 175 m  | 1'14"9 |
| 1999  | Hand du Vivier        | And Arifant        | Jean-Pierre Thomain          | Jean-Yves Lécuyer       | 2 175 m  | 1'14"6 |
| 1998  | Goetmals Wood         | And Arifant        | Jean-Pierre Dubois           | Jean-Pierre Dubois      | 2 175 m  | 1'15"4 |
| 1997  | Fleuron Perrine       | Ténor de Baune     | Jean-Baptiste Bossuet        | Jean-Baptiste Bossuet   | 2 175 m  | 1'19"3 |
| 1996  | Extrême Dream         | Quito de Talonay   | Anders Lindqvist             | Jean-Pierre Dubois      | 2 175 m  | 1'19"  |
| 1995  | Don Giovanni          | Ulf d'Ombrée       | Jean-Philippe Dubois         | Jean-Philippe Dubois    | 2 800 m  | 1'19"6 |
| 1994  | Capitole              | Passionnant        | Bernard Oger                 | Léopold Verroken        | 2 800 m  | 1'18"6 |
| 1993  | Bon Vivant            | Rainbow Runner     | Jean-Pierre Dubois           | Jean-Pierre Dubois      | 2 800 m  | 1'17"7 |
| 1992  | Agrippa Mesloise      | Passionnant        | Ghislain Fontenay            | Ghislain Fontenay       | 2 650 m  | 1'20"2 |
| 1991  | Verdict Gédé          | Kagino             | Jean-Claude Hallais          | Jean-Claude Hallais     | 2 650 m  | 1'18"  |
| 1990  | Ulf d'Ombrée          | Kimberland         | Jean-Claude Hallais          | Jacky Béthouart         | 2 650 m  | 1'20"2 |
| 1989  | Taxe de Vrie          | Fruit Rose         | Roger Baudron                | Roger Baudron           | 2 650 m  | 1'20"1 |
| 1988  | Sabre d'Avril         | Hadol du Vivier    | Jean-Pierre Viel             | Jean-Pierre Viel        | 2 650 m  | 1'19"8 |
| 1987  | Ruanito d'Arc         | Dianthus           | Ulf Nordin                   | Ulf Nordin              | 2 675 m  | 1'17"9 |
| 1986  | Quadrophenio          | Dekeel             | Daniel Béthouart             | Daniel Béthouart        | 2 650 m  | 1'21"4 |
| 1985  | Pélican du Pont       | Fruit Rose         | Jean-Yves Rayon              | Albert Rayon            | 2 650 m  | 1'22"1 |
| 1984  | Oligo                 | Ersin              | Joël Hallais                 | Joël Hallais            | 2 600 m  | 1'20"9 |
| 1983  | Nodesso               | Quioco             | Bernard Bedeloup             | Bernard Bedeloup        | 2 600 m  | 1'19"9 |
| 1982  | Moscantido            | Toscan             | Gérard Mottier               | Gérard Mottier          | 2 600 m  | 1'20"4 |
| 1981  | Levorino              | Kerjacques         | Stig Engberg                 | Stig Engberg            | 2 600 m  | 1'20"8 |
| 1980  | Kivien                | Tony M             | Jean-Claude Hallais          | Jean-Claude Hallais     | 2 600 m  | 1'22"  |
| 1979  | Jorky                 | Kerjacques         | Léopold Verroken             | Léopold Verroken        | 2 600 m  | 1'21"5 |
| 1978  | Idéal du Gazeau       | Alexis III         | Eugène Lefèvre               | Eugène Lefèvre          | 2 600 m  | 1'19"5 |
| 1977  | Hadol du Vivier       | Mitsouko           | Jean-René Gougeon            | Henri Levesque          | 2 600 m  | 1'20"9 |
| 1976  | Graine au Vent        | Patara             | Michel Roussel               |                         | 2 600 m  | 1'21"8 |
| 1975  | Fakir du Vivier       | Sabi Pas           | Michel-Marcel Gougeon        |                         | 2 600 m  | 1'19"6 |
| 1974  | Ebbon                 | Mick Ann           | Jan Kruithof                 |                         | 2 600 m  | 1'20"2 |
| 1973  | Dimitria              | Mario              | Léopold Verroken             |                         | 2 600 m  | 1'22"3 |
| 1972  | Comte d'Orange        | Jour de Veine      | Gaston Peltier               |                         | 2 600 m  | 1'21"3 |
| 1971  | Bill D                | Kerjacques         | André-Louis Dreux            |                         | 2 600 m  |        |
| 1970  | Aigle Noir            | Mario              | Pierre Giffard               |                         | 2 600 m  | 1'20"9 |
| 1969  | Vat                   | Mario              | Jean Riaud                   |                         | 2 600 m  | 1'19"9 |
| 1968  | Une de Mai            | Kerjacques         | Jean-René Gougeon            |                         | 2 600 m  | 1'29"9 |
| 1967  | Toscan                | Kerjacques         | Michel-Marcel Gougeon        |                         | 2 600 m  | 1'20"8 |
| 1966  | Sans Atout II Seddouk | Vermont Carioca II | Henri Levesque Gérard Mascle |                         | 2 600 m  | 1'24"  |
| 1965  | Robert P              | Euripide           | J. Mascle                    |                         | 2 600 m  | 1'21"4 |
| 1964  | Qualine H             | Caporal            | Gougeon                      |                         | 2 600 m  | 1'21"2 |
| 1963  | Palifiée D            | Carioca II         | François Brohier             |                         | 2 600 m  |        |
| 1962  | Ourfa                 | Quiroga II         | Laurent Della Rocca          |                         | 2 600 m  | 1'22"3 |
| 1961  | Nautilus G            |                    | Maurice Sagot                |                         | 2 600 m  | 1'22"3 |
| 1960  | Malbrough             | Kairos             | Raoul-Charles Simonard       |                         | 2 600 m  | 1'24"6 |
| 1959  | Luiz II               | Bon Paysant        | A. Deheegher                 |                         | 2 600 m  | 1'22"9 |
| 1958  | Kyd H                 |                    | Ch. James                    |                         | 2 600 m  | 1'25"5 |

## Sources
- Pour les conditions de course et les dernières années du palmarès : site de la SETF
- Pour les courses plus anciennes :
  - site trot.courses-france.com - Prix de Tonnac-Villeneuve (1980-2009)
  - archives des quotidiens  (Ouest-France, Sud-Ouest…)